# 佩莱什城堡

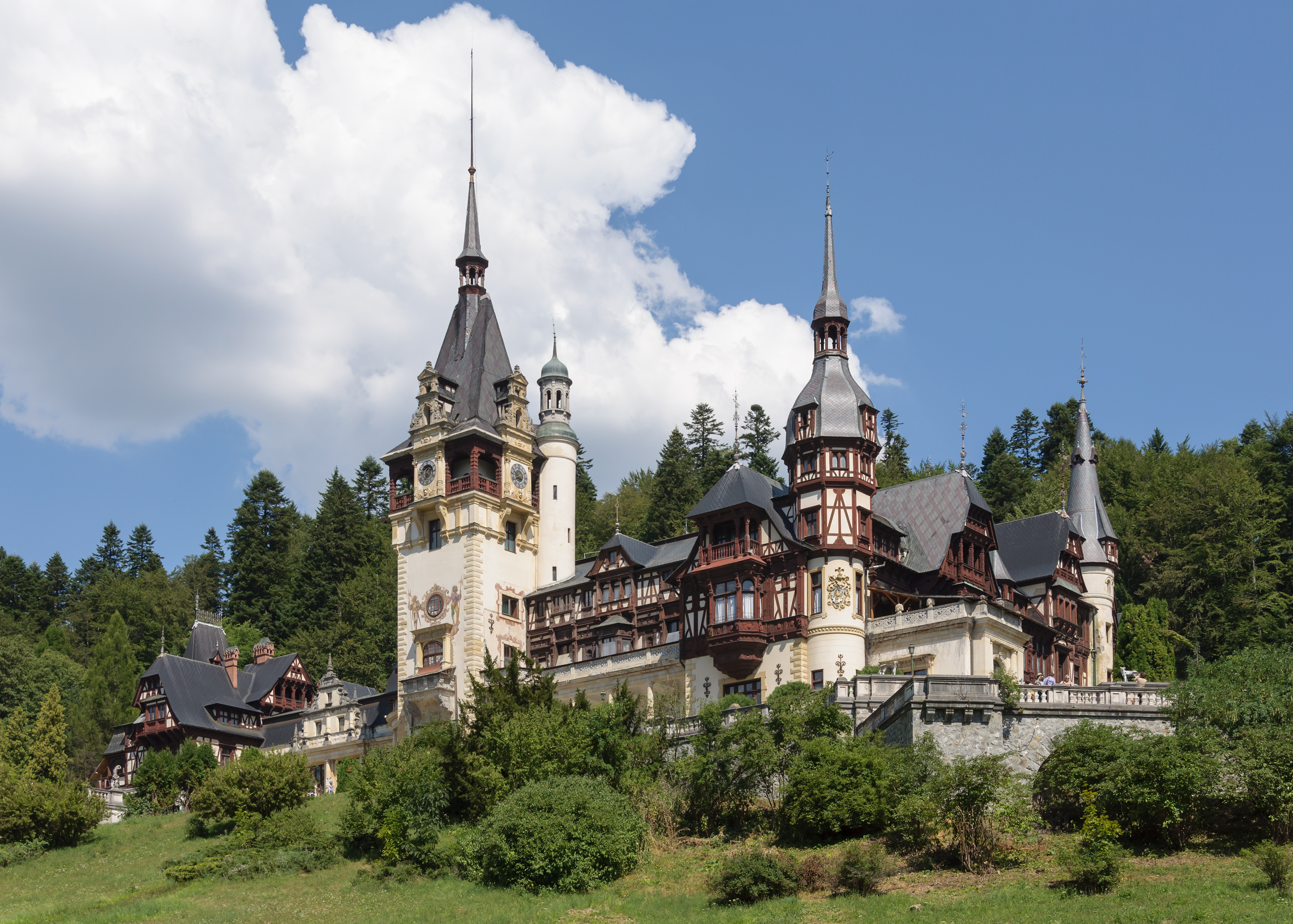
佩莱什城堡

佩莱什城堡（羅馬尼亞語：Castelul Peleș，發音：[kasˈtelul ˈpeleʃ] ⓘ）是罗马尼亚锡纳亚的一座城堡，位于佩莱什河谷，1873年至1914年由奥地利建筑师卡尔·威廉·克里斯蒂安·冯·多德雷尔受卡罗尔一世之命建造。
在佩莱什城堡与佩利绍尔城堡内拍照或录影要额外收费，且照片与影片只能个人使用，未经城堡博物馆允许不得公开发布。